# Arad (comitat)
Pour les articles homonymes, voir Arad.
Le comitat de Arad (Arad vármegye en hongrois, comitatul Arad en roumain, comitatus Aradiensis en latin) est un ancien comitat du royaume de Hongrie situé en Transylvanie, et plus précisément en Crișana. Son chef-lieu était la ville d'Arad, aujourd'hui en Roumanie.

## Géographie
Le comitat de Arad était composé du comitat de Arad (5 936 km2) et du comitat urbain de Arad (112 km2). Il avait une superficie totale de 6 048 km2 pour une population de 414 388 habitants en 1910. Il s'étendait à l'ouest dans la plaine de Pannonie et à l'est dans les monts Codru et les monts Zarandu. La rivière Mureș formait sa limite sud et il était parcouru par le Crișul Alb, affluent du Körös.
Il était limité au nord par les comitats de Békés et Bihar, à l'est par les comitats de Torda-Aranyos et Hunyad, au sud par les comitats de Krassó-Szörény, de Temes et Torontal et à l'ouest par le comitat de Csanád.

## Histoire
Le comitat de Arad était un des plus anciens comitats de Hongrie, il existait déjà au XIe siècle. Il aexisté jusqu'en 1920, année où il a été officiellement intégré à la Roumanie au traité de Trianon (il était occupé par les armées roumaines depuis 1918). Seule une petite partie située au sud de Békéscsaba intégra le comitat hongrois de Csanád-Arad-Torontal nouvellement créé. Après la Seconde Guerre mondiale, cette partie a rejoint le comitat de Békés.
De 1940 à 1944, à la suite du deuxième arbitrage de Vienne, le comitat de Arad a été annexé par la Hongrie. Dès la fin de la Seconde Guerre mondiale, il a réintégré la Roumanie.

## Subdivisions
Le comitat de Arad était formé par le comitat urbain d'Arad et par son comitat rural
| Comitat | Chef-lieu |
| ------- | --------- |
| Arad    | Arad      |

| District     | Chef-lieu     |
| ------------ | ------------- |
| Arad         | Arad          |
| Borosjenő    | Borosjenő     |
| Borossebes   | Borossebes    |
| Elek         | Elek          |
| Kisjenő      | Chișineu-Criș |
| Magyarpécska | Magyarpécska  |
| Máriaradna   | Radna         |
| Nagyhalmágy  | Nagyhalmágy   |
| Tornova      | Tornova       |
| Világus      | Világus       |

## Démographie
En 1900, le comitat comptait 386 100 habitants dont 223 806 Roumains (57,97 %), 110 823 Hongrois (28,70 %), 40 148 Allemands (10,40 %), 5 600 Slovaques (1,45 %) et 1 719 Serbes (0,45 %).
Les Hongrois étaient cependant majoritaires dans les villes et notamment à Arad qui comptait 38 929 Hongrois pour 9 556 Roumains alors que les campagnes étaient elles-mêmes très majoritairement roumaines (214 250 Roumains et 71 894 Hongrois).
En 1910, le comitat comptait 414 388 habitants dont 239 755 Roumains (57,86 %), 124 215 Hongrois (29,98 %), 38 695 Allemands (9,34 %), 5 451 Slovaques (1,32 %) et 2 138 Serbes (0,52 %).